# Kathryn Lasky
Kathryn Lasky (* 24. Juni 1944) ist eine US-amerikanische Schriftstellerin. Sie schreibt fiktionale und nicht-fiktionale Kinder- und Jugendliteratur sowie Sachbücher. Insgesamt schrieb sie über 100 Bücher.

## Werdegang
Lasky wuchs in Indianapolis auf. Sie ist mit dem Fotografen Christopher Knight verheiratet, hat zwei Kinder und lebt in Cambridge (Massachusetts). 1984 bekam sie die Newbery-Honor-Auszeichnung für ihr Werk Sugaring Time sowie 2001 einen Phoenix Award.

## Werk
Ihre bekannteste Werkreihe ist der 16-bändige Legende der Wächter-Zyklus (Guardians of Ga'Hoole), dessen ersten sechs Bücher als Die Legende der Wächter verfilmt wurden. Andere Reihen, die in der gleichen Welt spielen, sind Der Clan der Wölfe, Die Spur der Donnerhufe und Das Vermächtnis der Eistatzen.